# 花花公子 (电视剧)
《花花公子》（英語：Mister Flower）是新加坡新傳媒私人有限公司制作的奇幻偶像剧。此剧是由瑞恩、黄俊雄领衔主演，并由包勋评、陈欣淇、洪凌、张鈞淯、陈政序共同演出。

## 播出时间

### 首播
| 频道                    | 所在地   | 播放日期       | 首播時间                 |
| ----------------------- | -------- | -------------- | ------------------------ |
| meWatch                 | 新加坡   | 2020年12月28日 | 每周更新5集              |
| Astro AEC、Astro AEC HD | 马来西亚 | 2020年12月31日 | 星期一至五 20:30 - 21:30 |
| 新传媒8频道             | 新加坡   | 2020年12月31日 | 星期一至五 21:00 - 22:00 |

### 重播
| 頻道                    | 所在地   | 播出日期       | 播出時間                 |
| ----------------------- | -------- | -------------- | ------------------------ |
| Astro AEC、Astro AEC HD | 马来西亚 | 2020年12月31日 | 星期一至五 23:00 - 00:00 |
| 新传媒8频道             | 新加坡   | 2021年1月1日   | 星期一至五 08:00 - 09:00 |
| Astro AEC、Astro AEC HD | 马来西亚 | 2021年1月1日   | 星期一至五 13:00 - 14:00 |
| 新传媒8频道             | 新加坡   | 2021年8月2日   | 星期一至五 17:30 - 18:30 |
| 新传媒8频道             | 新加坡   | 2023年4月30日  | 星期六至日 16:30 - 18:30 |

## 故事概要
故事讲述着“鬼魂”陈慧玲（瑞恩 饰）需要成功让一百个人变成好人，才算是完成赎罪的任务，才可投胎转世。为了帮助人类，她会附在他们的身上，就像鬼上身，但陈慧玲的附身方式和一般的鬼不同，她一旦上了“目标”的身，其他人看到的是陈慧玲的样子，灵魂则是被附身的人。陈慧玲将会附身在陈大天（包勋评 饰）和陈雪莉（洪凌 饰），前者是不尊重女性的典型大男人，后者是喜欢以貌取人的“阿莲”。在哥哥恢复样貌后，自己也变成“花花”的模样，虽然因此得到与自己一直喜欢的高宇飞（黄俊雄 饰）谈恋爱的机会，但对方喜欢上的终究只是“花花”的样貌。而陈慧玲本身是一位生前做了错事，不负责任的母亲。

## 演員陣容

### 主要演员
| 演员   | 角色        | 介绍 |
| 许纾宁 | 年轻慧玲    | 生前为陈大天、陈雪莉之母，因车祸身亡。 |
| 瑞恩   | 陈慧玲      | |
| 瑞恩   | 臭花花      | 花花 鬼魂 需要成功让一百个人变成好人，才算是完成赎罪的任务，才可投胎转世。为了帮助人类，她会附在他们的身上，就像鬼上身，但附身方式和一般的鬼不同，一旦上了“目标”的身，其他人看到的是她的样子，灵魂则是被附身的人。 |
| 瑞恩   | 陈花花      | 花花 鬼魂 需要成功让一百个人变成好人，才算是完成赎罪的任务，才可投胎转世。为了帮助人类，她会附在他们的身上，就像鬼上身，但附身方式和一般的鬼不同，一旦上了“目标”的身，其他人看到的是她的样子，灵魂则是被附身的人。 |
| 瑞恩   | 雪花花      | 花花 鬼魂 需要成功让一百个人变成好人，才算是完成赎罪的任务，才可投胎转世。为了帮助人类，她会附在他们的身上，就像鬼上身，但附身方式和一般的鬼不同，一旦上了“目标”的身，其他人看到的是她的样子，灵魂则是被附身的人。 |
| 瑞恩   | 栋花花      | 花花 鬼魂 需要成功让一百个人变成好人，才算是完成赎罪的任务，才可投胎转世。为了帮助人类，她会附在他们的身上，就像鬼上身，但附身方式和一般的鬼不同，一旦上了“目标”的身，其他人看到的是她的样子，灵魂则是被附身的人。 |
| 黄盅艺 | 小高宇飞    | 高公子 鸡蛋高 (陈大天称) 霸道总裁 KYF集团总裁 孙美真之子 朱国栋之继子但不被接受 口頭禪是 "Honestly, are you kidding me?" 和 "Awesome"! 只是表面上十分花心，实际上却用情专一。原来，在11岁那年的一次奇遇中，他不小心被一位美女姐姐吻到了额头，结下了不解之缘。经历了那次的意外额头之吻后，高宇飞每次亲女生都会打嗝，像中了魔咒一样，所以他经常换女朋友，目的是为了能够找到那位“命中注定的美女姐姐”。 |
| 黄俊雄 | 高宇飞      | 高公子 鸡蛋高 (陈大天称) 霸道总裁 KYF集团总裁 孙美真之子 朱国栋之继子但不被接受 口頭禪是 "Honestly, are you kidding me?" 和 "Awesome"! 只是表面上十分花心，实际上却用情专一。原来，在11岁那年的一次奇遇中，他不小心被一位美女姐姐吻到了额头，结下了不解之缘。经历了那次的意外额头之吻后，高宇飞每次亲女生都会打嗝，像中了魔咒一样，所以他经常换女朋友，目的是为了能够找到那位“命中注定的美女姐姐”。 |
| 陈欣淇 | 邹晓曼      | KYF职员 高宇飞之下属 陈大天之女友 温柔贤惠，在陈大天背后默默付出的女人，对男友可说是千依百顺。 |
| 包勳評 | 陈大天      | 老大 网红泡泡茶店4Tea之老板 陈雪莉之亲哥 何中庭、小S无血缘关系之大哥 邹晓曼之男友 “花花”陈慧玲之子 |
| 王勇畯 | 小大天      | 老大 网红泡泡茶店4Tea之老板 陈雪莉之亲哥 何中庭、小S无血缘关系之大哥 邹晓曼之男友 “花花”陈慧玲之子 |
| 梁晋纶 | 婴儿大天    | 老大 网红泡泡茶店4Tea之老板 陈雪莉之亲哥 何中庭、小S无血缘关系之大哥 邹晓曼之男友 “花花”陈慧玲之子 |
| 唐欣嬨 | 小陈雪莉    | 陈大天之亲妹 何中庭、小S无血缘关系之妹 性格花痴 喜欢高宇飞 “花花”陈慧玲之女 |
| 洪凌   | 陈雪莉      | 陈大天之亲妹 何中庭、小S无血缘关系之妹 性格花痴 喜欢高宇飞 “花花”陈慧玲之女 |
| 张钧淯 | 何中庭      | 陈大天无血缘关系之二弟 陈雪莉、小S无血缘关系之二哥 被Chloe暗恋，后为其男友 |
| 谢颖泽 | 小中庭      | 陈大天无血缘关系之二弟 陈雪莉、小S无血缘关系之二哥 被Chloe暗恋，后为其男友 |
| 陈政序 | Sherman Lee | 小S 陈大天、何中庭无血缘关系之小弟 陈雪莉无血缘关系之三哥 |
| 何各彬 | 小小S       | 小S 陈大天、何中庭无血缘关系之小弟 陈雪莉无血缘关系之三哥 |
| 方伟杰 | Andy See    | KYF职员 高宇飞之助理 后期因没法上位而与朱国栋联合对付高宇飞 |
| 邓伟德 | 欧家祥      | 和邹晓曼有感情线 |
| 陈天文 | 朱国栋      | 本剧后期反派 孙美真之丈夫后离婚 高宇飞之继父但不被接受 后期因无法忍受高宇飞而对他展开报复，并绑架他 |
| 潘玲玲 | 孙美真      | 朱国栋之妻后离婚 高宇飞之妈 |
| 刘玲玲 | 大神        | 大神 Boss “花花”陈慧玲的老板 |
| 刘玲玲 | 女酒保      | 调酒师 给陈大天喝调制好的鸡尾酒后变成“花花”的样貌 |
| 刘玲玲 | 老婆婆      | 拯救陈大天的救命恩人 |
| 刘玲玲 | 女保安      | KYF保安 |
| 刘玲玲 | 外卖员      | 给陈雪莉吃麻辣后变成“花花”的样貌 |
| 洪丽婷 | Chloe Liu   | 刘老板的女儿 对何中霆有好感，后为其女友 |
| 洪子惠 | Serena      | KYF职员 高宇飞之新任秘书 穿着打扮像“花花”陈慧玲 |

### 客串
| 演员      | 角色      | 介绍                        |
| 曾诗梅    | Cindy Lam | KYF职员 高宇飞之前秘书      |
| 姚惠荠    | Stella    | 客人                        |
| 郑美云    | 胡阿莲    | 家庭主妇                    |
| Jerry Hoh | 高树声    | 孙美真之死去前夫 高宇飞之父 |
| 陈姝卉    | 初恋女友  | 高宇飞之前女友              |
| 欧宗强    | Mr. Wong  | 老板                        |
| 陈昱志    | 骆德高    | 陈慧玲之男友 高宇飞之前世   |

## 电视剧歌曲
| 曲序 | 曲目               |              | 作曲   | 演唱   |
| ---- | ------------------ | ------------ | ------ | ------ |
| 1.   | 花花世界（主题曲） | 洪圣安       | 邓碧源 | 苏荟琦 |
| 2.   | 不习惯（插曲）     | 卓振声、夜莺 | 卓振声 | 卓振声 |

## 记事

### 2020年
- 7月2日，此剧开拍。[3]
- 10月4日，此剧杀青。
- 12月17日，此剧召开记者招待会。
- 12月31日，新传媒8频道、Astro AEC及Astro AEC HD首播。
- 12月31日，Astro AEC及Astro AEC HD，20:30 - 21:00重播综艺节目，而21:00 - 21:30直播马来西亚首相丹斯里慕尤丁跨年演讲，节目延至23:00 - 00:00。

### 2021年
- 1月1日，推出全新的综艺节目《瑞恩的花花世界》。[4]
- 1月27日，此剧播毕。

## 轶事
- 此剧是黄俊雄和瑞恩第10次搭档。[1]
- 此剧是瑞恩继《阴错阳差》后再度饰演有超能力的角色。
- 此剧是瑞恩及陈天文张鈞淯   继《阴错阳差》后再度合作。
- 此剧是黄俊雄、陈欣淇及方伟杰继《千年来说对不起》后再度合作。
- 此剧是包勳評、张鈞淯、潘玲玲及邓伟德继《男神不败》后再度合作。
- 此剧是陈政序、洪凌及洪子惠继《单翼天使》后再度合作。
- 此剧是陈天文及黄俊雄继《心点心》后再度合作。
- 此剧是包勳評及陈欣淇继《三个愿望》、《信约：我们的家园》及《富贵平安》后再度合作。
- 此剧是曾诗梅、方伟杰及陈天文继《森林生存记》后再度合作。
- 此剧是潘玲玲、刘玲玲、张钧淯、陈天文及洪凌继《118》、《118 II》、《118大团圆》后再度合作。
- 此剧是黄俊雄、潘玲玲及方伟杰继《下一站遇见》后再度合作。
- 此剧是黄俊雄及包勳評继《14天的同居人》后再度合作。
- 此剧原定2020年12月9日首播，但因新冠肺炎的疫情影响，节目延至2020年12月31日播出。[5]

## 其他
- 此剧于第15集在播片尾之前就会出现手机号码，请联络1800-221-4444（新加坡援人协会/SOS）及6389-2222（心理卫生学院/IMH)。[註 5]

### 註释
1. ↑  当花花进入胡阿莲躯体时的名称
2. ↑  所說出來、寫出來的名字只能叫「花花」，因為「花花」這個名字是一個詛咒
3. ↑  当花花进入陈大天躯体时的名称
4. ↑  当花花进入陈雪莉躯体时的名称
5. ↑  仅限新加坡地区可联络